# Watertoren van Sélestat

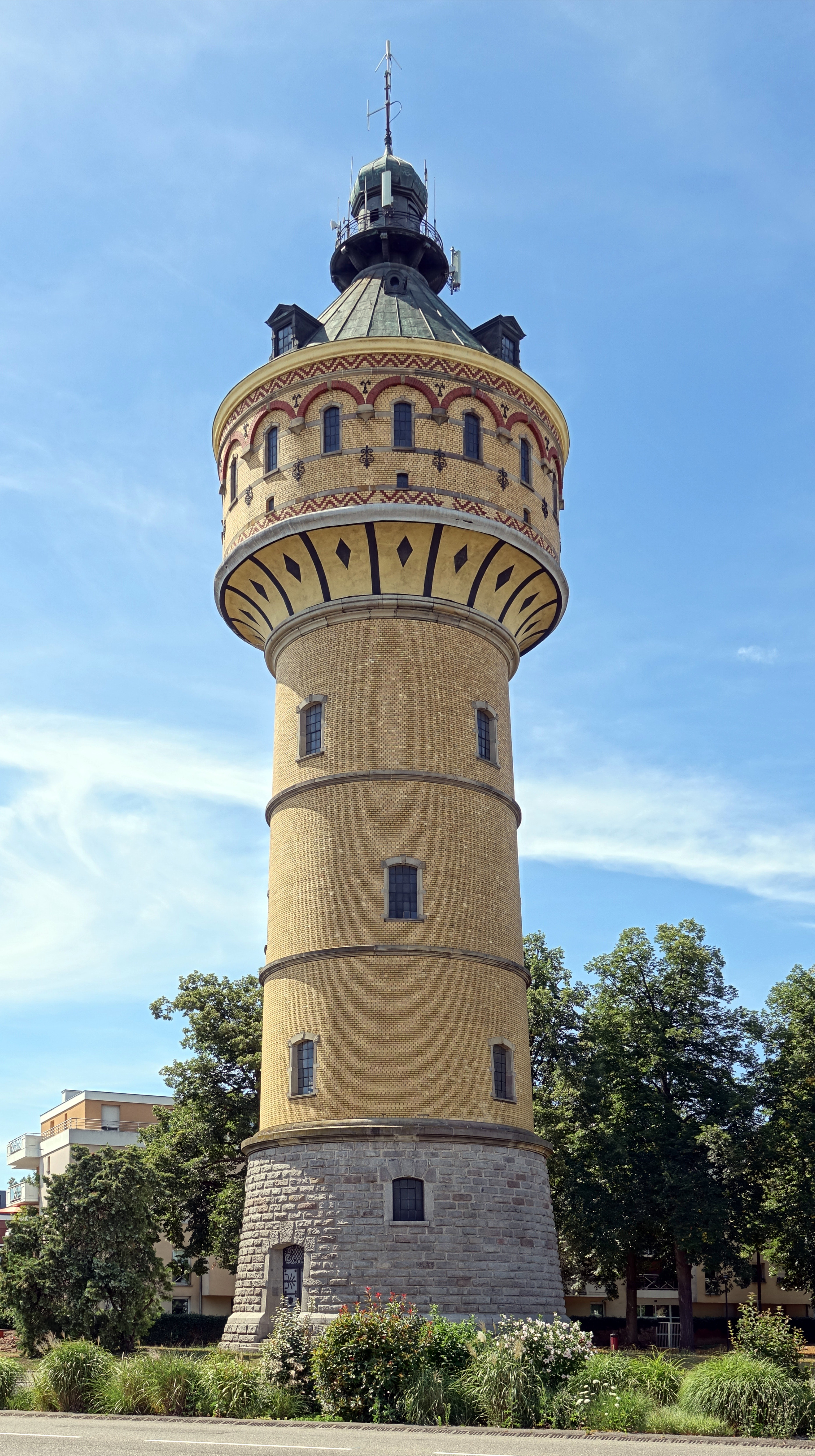
Watertoren van Sélestat

De watertoren van Sélestat staat aan de place du Général de Gaulle in Sélestat, in het Franse departement Bas-Rhin, regio Elzas. De hoogte van deze watertoren is 48 meter en hij heeft een capaciteit van 500 m3.
De watertoren is ontworpen door Behr, een lokaal wateringenieur. Hij is in 1906 gebouwd naar voorbeeld van de Watertoren in Deventer in neorenaissance stijl. De toren doet denken aan een belfort. Sinds 1992 is het een monument historique.

## Trivia
Boven op de toren staat een bliksemafleider. Hierop stond in de Duitse tijd, tot 1918 een adelaar, en daarna tot 1940 een gallische haan.